# 伊藤彩未
伊藤 彩未（いとう あやみ、2001年9月3日 - ）は、日本のカーリング選手。青森県立青森高等学校出身。

## 人物
北海道札幌市出身。
父親の転勤の関係で移り住んだ青森で、小学校4年生からカーリングを始める。母親はDelight青森（青森CA）の伊藤薫。中学で陸上、高校時代はハンドボール部に所属。
2018年1月、『青森Jr』として第35回 全農 日本カーリング選手権に出場、プレーオフ進出。
2019年12月、北海道銀行フォルティウス（現：フォルティウス）の「トライアウト」に参加。面接や実技審査を突破し、2020年4月に加入。
2021年12月1日、フォルティウスを退団し、北海道銀行が新設した「北海道銀行女子カーリング部」の創設メンバーとなった。
2025年6月、北海道銀行女子カーリング部を退部し、選手を引退。

## チーム

### 4人制女子
| シーズン | スキップ   | サード     | セカンド   | リード   | リザーブ | 主な大会  |
| -------- | ---------- | ---------- | ---------- | -------- | -------- | --------- |
| 2014–15  | 伊藤彩未   | 鈴木香那子 | 一戸日和   | 平山佳澄 | 高橋京花 | JJCC 2014 |
| 2016–17  | 伊藤彩未   | 一戸日和   | 鈴木香那子 | 藤原心捺 | 三浦遥香 | JJCC 2016 |
| 2017–18  | 中村澪里   | 伊藤彩未   | 高橋京花   | 一戸日和 | 元木未来 | JCC 2018  |
| 2018–19  | 中村澪里   | 伊藤彩未   | 一戸日和   | 原田結菜 | 元木未来 | JJCC 2018 |
| 2019–20  | 中村澪里   | 伊藤彩未   | 原田結菜   | 一戸日和 |          | JJCC 2019 |
| 2020–21  | 吉村紗也香 | 小野寺佳歩 | 近江谷杏菜 | 船山弓枝 | 伊藤彩未 | JCC 2021  |
| 2021-22  | 田畑百葉   | 仁平美来   | 中島未琴   | 伊藤彩未 |          | JCC 2022  |
| 2022-23  | 田畑百葉   | 仁平美来   | 中島未琴   | 山本冴   | 伊藤彩未 | JCC 2023  |
| 2023-24  | 田畑百葉   | 仁平美来   | 山本冴     | 中島未琴 | 伊藤彩未 | JCC 2024  |
| 2024-25  | 田畑百葉   | 仁平美来   | 山本冴     | 中島未琴 | 伊藤彩未 | JCC 2025  |

### ミックスダブルス
| シーズン | 女性     | 男性   | 備考      |
| -------- | -------- | ------ | --------- |
| 2018–19  | 伊藤彩未 | 日下稔 | JMDCC2019 |

## 戦績
| 日本ジュニア選手権 |   | 2 |  |   |   |   |   |   |
| 日本選手権         | 4 |   |  | 1 | 3 | 5 | 2 | 2 |

### 世界選手権
- 2021年世界女子カーリング選手権大会 - 11位 (北海道銀行フォルティウス：リザーブ)[6]

### 日本選手権
- 第35回日本カーリング選手権大会（2018年）：4位（青森Jr）
- 第38回日本カーリング選手権大会（2021年）： 金メダル（北海道銀行フォルティウス）[7]
- 第39回日本カーリング選手権大会（2022年）： 銅メダル（北海道銀行）
- 第40回日本カーリング選手権大会（2023年）：5位（北海道銀行）
- 第41回日本カーリング選手権大会（2024年）： 銀メダル（北海道銀行）
- 第42回日本カーリング選手権大会（2025年）： 銀メダル（北海道銀行）